# Спітакавор
Спітакаво́р (вірм. Սպիտակավոր), також Цахкава́нк (вірм. Ծաղկավանք) — вірменський монастир, розташований за 7 км на північ від села Вернашен, марз Вайоц-Дзор. Місцевість роздроблена глибокими ущелинами, на вершині найближчої гори збереглася фортеця Прошаберд, або як її ще називають Болораберд.

## Архітектура

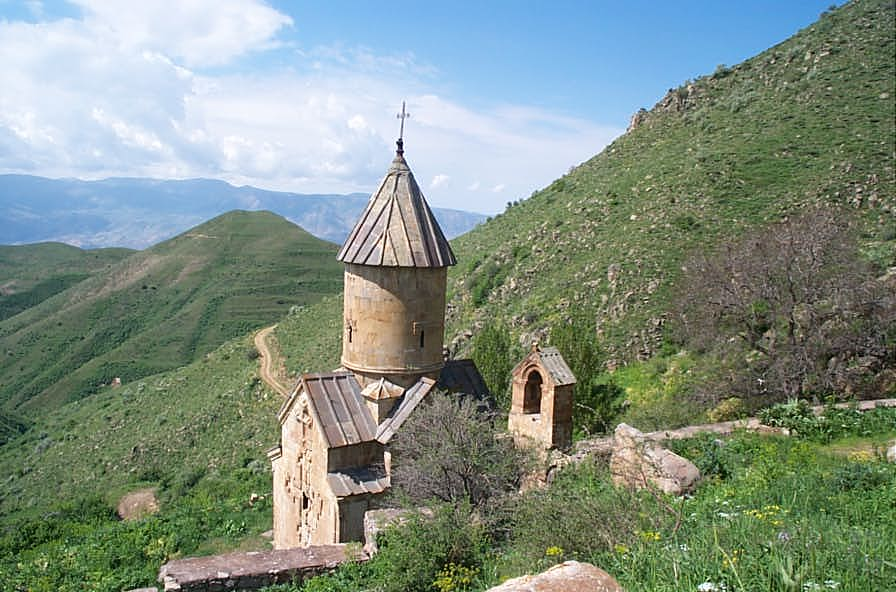
Вигляд згори

Монастирський комплекс складається з церкви, притвору, дзвіниці та фортечних стін. Будинки комплексу побудовані з гладкотісаного білуватого фельзита. Літописних даних не збереглося. Судячи з написів на стінах, єдину церкву комплексу заснував князь Єачі (відомо, що помер в 1318 році), і будівництво закінчив його син — Амір Гасан.

## Цікаві факти
- У монастирі похований прах великого вірменського полководця Гарегіна Нжде. Кожне 17 червня, на честь його дня народження, вірмени з усіх кінців світу приїжджають і здійснюють паломництво від села Вернашен до Спітакавора.
- Навесні на схилах гори розцвітає безліч квітів і церква, потопаючи у них, сама уподібнюється квітці, за що в народі Спітакавор отримав назву Цахкаванк, що буквально означає «Квітковий монастир».
- За старих часів монастирі Спітакавор, Арказі і Танаде зв'язувалися між собою за допомогою знаків, що подавалися світлом вогню.